# تريفيرو
تريفيرو(بالإيطالية: Trivero)‏ بلدية في مقاطعة بييلا في منطقة بييمونتي الإيطالية، تقع على بعد حوالي 80 كيلومتر شمال شرق تورينو وحوالي 14 كيلومتر شمال شرق بييلا.